# فینال جام اتحادیه فوتبال انگلستان ۲۰۰۸
فینال جام اتحادیه فوتبال انگلستان ۲۰۰۸، رقابت پایانی جام اتحادیه فوتبال انگلستان در سال ۲۰۰۸ میلادی است که مابین دو تیم باشگاه فوتبال تاتنهام و باشگاه فوتبال چلسی در ورزشگاه ومبلی لندن برگزار شده‌است.
این مسابقه که در تاریخ ۲۴ فوریه ۲۰۰۸ انجام شده‌است با نتیجه 2 بر 1 به سود تیم باشگاه فوتبال تاتنهام به پایان رسید.